# Paul De Lisle
Paul Gerald De Lisle (ur. 13 czerwca 1963 w Exeter, Ontario, Kanada) – kanadyjski muzyk rockowy, basista zespołu Smash Mouth od chwili jego powstania, tj. od roku 1994.
Napisał piosenkę "Pacific Coast Party".